# Tengwar (banda)
Tengwar es una banda argentina de Epic Folk Metal, oriunda de la Ciudad de Buenos Aires. Sus inicios datan del año 2003, aunque su primera formación estable se dio en 2004. En el 2011 terminaron su primer larga duración, titulado The Halfling's Rise.

## Historia
El inicio real de la idea se dio en el año 1999 cuando el cantante, Thorvi Fairstone, queda "atrapado" por la obra del reconocido autor J. R. R. Tolkien. Así, se comenzó a gestar una idea de contar lo que este autor expresaba, que recién se vería materializada en 2003, cuando Thorvi funda la banda junto con el guitarrista Julián Barrett (Lörihen) y el gaitero Mariano Rapán (Achaiva da Ponte). De esta forma, se funda Tengwar y comienza la búsqueda de músicos interesados en el proyecto. Pero al tiempo se bajan del proyecto Barrett y Rapán, para seguir sus propios caminos. De esta forma, Thorvi vuelve a quedar solo en la banda, en búsqueda de otros miembros.
Así es como se unen a la banda Julián y Fernando Bonino (guitarrista y baterista, respectivamente) (Dolmen), el gaitero Juan Pablo Aguirre Alegre (Brigantes) y la bajista Patricia Flores, quedando así compuesta su primera formación. Con esta formación, Tengwar graba el primer demo, donde participaría como invitado el violinista Alfredo Fariña (Derwidd). Tiempo después, Julián Bonino abandona la banda para formar su propio proyecto, siendo reemplazado por German Hecker. Más allá de los miembros estables de la banda, Tengwar contó con la participación de muchos artistas invitados, como lo son el violinista Seumas Mac Lionadair (Fingal), los flautistas Rubén Soifer y Gachi Flores (Tocando el Aire), los cantantes Martín Príncipe (Morgoth) y Abel Leguizamón (Dolmen) entre otros, y el guitarrista Emilio Souto (Skiltron, Fëanor).
Con esta misma formación, Tengwar logra salir al ruedo en un festival organizado por la Asociación Tolkien Argentina(ATA), en octubre de 2004. Luego de ese show, se agregaron a la formación estable Seumas Mac Lionadair, Rubén Soifer y Gachi Flores.
Luego de un año de esfuerzos, ya sea tocando en vivo, practicando o componiendo canciones, logran grabar y lanzar el primer EP, llamado The Pilgrim's March, en 2005. Éste contiene 2 temas: "Marching South" y "The Pilgrim's Gone". El disco se encuentra agotado, pero se puede descargar gratuitamente desde la web de la banda.
Sobre 2005, Herman Hecker abandonaría la banda por "razones personales", junto con el violinista Seumas Mac Lionadar. Además, se une a la banda Diego Pecorino "Pekhor", y se añadiría un coro integrado por Martín Príncipe, Abel Leguizamón, Guillermo Pandazis y Francisco Barragán. Por otra parte, se uniría el violinista Alfredo Fariña, en reemplazo de Mac Lionadar y Nicolás Pérez en lugar de Emilio Souto. Otro que dejó la banda en este período fue Rubén Soifer.
Con esta formación, la banda graba su segundo EP, Tengwesta Quendion en 2008. Este contiene 5 temas: "Tengwar", "Bear Skin", "Namarié", "Trotto" y un cover de la banda Celtic Frost, "Visions of Mortality". En este se encuentran varios invitados, de la talla del guitarrista Xandru Reguera (Na Fianna), la acordeonista Paula Espinosa, Ferry Killian (con el Bodhrán) y Patricio Camino (tambor gallego).
Como parte del proyecto, dentro de la banda se deciden poner nombres artísticos referidos a la obra de Tolkien y al mundo celta, para reflejar un poco más el mensaje que querían entregar. Así es como Thorvi mantiene su nombre, Fernando Bonino toma el nombre de Ferin Hammerhand, Juan Pablo Aguirre Alegra toma el de Khâli, Patricia Flores cambia su nombre a Tryzwen, Diego Pecorino a Pekhor, Gachi Flores a Graëwyn, Nicolás Pérez a Nighurath Bearskin, Martín Príncipe a Halatir y Alfredo Fariña a Feredur.
En 2009 Pekhor se alejaría de la banda, tomando su lugar Lian Gerbino (Tersivel).

### Primer larga duración
Actualmente, en 2010, se encuentran en la grabación de su primer larga duración, The Halfing's Forth Shall Stand. Según declaraciones de la propia banda, el disco sería lanzado a mediados de 2010; ya se habrían grabado todos los instrumentos, las voces de Thorvi y los invitados y estarían en la etapa final, grabando los coros.
El mismo será producido y mezclado por la banda en los estudios La Nave de Oseberg.

## Discografía
- 2005: The Pilgrim's March
- 2008: Tengwesta Quendion
- 2010: The Halfling Forth Shall Stand...

## Integrantes actuales
- Thorvi : voz
- Khâli : gaita
- Tryzwen : bajo
- Ferin : batería / percusión
- Halatir : coros / guitarra / guitarra acústica
- Feredur : violín

### Miembros pasados e invitados
- Seumas Mac Líonadair (violín)
- Emilio Souto (guitarra)
- Rubén Soifer (crumhorn)
- Germán Hecker (guitarra)
- Julián Bonino (guitarra)
- Marcelo Abalos (flauta)
- Bárbara Streger (flauta)
- Karen Sudnius (voz)
- Mercedes Yani (voz)
- Guillermo Pandazis (coros)
- Federico Forciniti (coros)
- Mauro Curotto (coros)
- Cristian Bast (coros)
- Natalia Petsie (coros)
- José Luis Arriola (coros)
- Santiago McCarthy (coros)
- Nighurath Bearskin: guitarra / gruñidos
- Lian Gerbino: guitarra / guitarra acústica

## Presencia en los medios
En la revista Requiem de agosto de 2008 salió una entrevista a Tengwar y un review de un show en el Teatro Empire.
En las radios under gratuitas de Internet tuvo un poco más de trascendencia, en las que se cuentan una entrevista a Thorvi y Fërin para el foro argentino ZonaMetal.com, y una entrevista a Thorvi en la radio en línea internacional Wolfhound Metal Radio en 2010.